# Pedrosa de la Vega (kommunhuvudort)
Pedrosa de la Vega är en kommunhuvudort i Spanien.   Den ligger i provinsen Provincia de Palencia och regionen Kastilien och Leon, i den norra delen av landet, 240 km norr om huvudstaden Madrid. Pedrosa de la Vega ligger 895 meter över havet och antalet invånare är 361.
Terrängen runt Pedrosa de la Vega är platt. Runt Pedrosa de la Vega är det mycket glesbefolkat, med 5 invånare per kvadratkilometer. Närmaste större samhälle är Saldaña, 4,5 km norr om Pedrosa de la Vega. Trakten runt Pedrosa de la Vega består till största delen av jordbruksmark.